# منتخب تونس لسباعيات الرغبي للسيدات
منتخب تونس الوطني لسباعيات الرغبي للسيدات هو ممثل تونس الرسمي في المنافسات الدولية في سباعيات الرغبي للسيدات.